# 代官請
代官請（だいかんうけ）とは、南北朝・室町時代の荘園・国衙領・関所・率分所などの支配において、領主と契約を結んで代官職に補任された者が一定年限に限って委任支配を行うこと。

## 概要
得分や領主への上納方法によって現地の豊凶に関わらず請負額を納付する請切（うけきり）や徴収額から一定割合の得分を差し引いて上納する分一（ぶいち）などに分けられる。代官（職）に補任される請負代官・所務代官には国人や守護被官などの地元有力者や土倉・寺僧などの金融関係者などが就いた。契約に先だって請文の提出や請料の先払いが行われる場合もあった。
代官請の下で未進の増大や荘民の抵抗が拡大したことによって荘園公領制の解体に導く一因となったが、反面において領主側の直務化の圧力による牽制効果や地元有力者による押領の抑止など、荘園公領制の存続につながる一因ともなった。